# Avguštin Codelli (1685)
Avguštin baron Codelli pl. Fahnenfeld, veletrgovec, kranjski plemič in zemljiški gospod, * 3. april 1685, Gorica, † 23. februar 1749.

## Življenje
Rodil se je v Gorici siromašnemu zdravniku Avguštinu Codelliju in materi Katarini Cristofolutti. Po stricu Petru Antonu Codelliju iz Ljubljane, ki ni imel otrok, je leta 1727 podedoval zelo veliko premoženje: veletrgovino z železom in zemljiško gospostvo Kodeljevo. S tem je postal eden najbogatejših na Kranjskem. V zakonu z grofico Marjano Candido je imel dva otroka, Jožefa Antona, ponovnega začetnika ljubljanske veje Codellijev, in Franca.
Cesar Karel VI. ga je povzdignil v plemiški stan, cesarica Marija Terezija pa ga je leta 1749 povzdignila med dedne nemške barone z naslovom pl. Fahnenfeld.
Pokopan je v nadškofijski kapeli v Gorici..

## Delo
Kmalu po tem je skupaj z Michelangelom Zoisom ustanovil trgovsko družbo v Ljubljani, na katero je prenesel vso veletrgovino z železom. Družba je trgovala na veliko največ z železom in železnino, volno in cenedskim suknom. Svoj delež v družbi je nato leta 1735 prodal družabniku Zoisu.
Med letoma 1727 in 1749 je bil tudi gospodar gospostev Kodeljevo, Thurnau in Dobrava, ki so se pod njegovim vodstvom močno razširili.
Avguštin Codelli je zaslužen tudi za slovensko slovstvo. Denarno je podpiral ljubljanske kapucine, da so lahko izdali zbirko pridig v slovenskem jeziku patra Rogerija Palmarium Empyreum (Zmagovita nebesa). V zahvalo sta njemu posvečeni obe knjigi pridig; prva je izšla leta 1731 v Celovcu, druga pa leta 1743 v Ljubljani.